# ژرار سن
ژرار سن (انگلیسی: Gérard Saint; ۱۱ ژوئیهٔ ۱۹۳۵ – ۱۶ مارس ۱۹۶۰) دوچرخه‌سوار اهل فرانسه بود.
از باشگاه‌هایی که در آن بازی کرده‌است می‌توان به تیم دوچرخه‌سواری سن-رافائل اشاره کرد.